# José Manuel Touriñán López
José Manuel Touriñán López (La Coruña, 29 de octubre de 1951) es un catedrático y pedagogo español.

## Trayectoria
Maestro de enseñanza primaria (1969). Estudiante de Filosofía y letras en Santiago de Compostela y Licenciado en Pedagogía por la Universidad Complutense de Madrid en 1974. Se doctoró en la misma universidad y en el mismo campo en 1978. Obtuvo el premio extraordinario en ambos grados y el premio fin de carrera.
Profesor en la Complutense hasta 1980, se traslada como profesor numerario a la de Santiago en esa fecha y es catedrático de universidad desde 1988. Imparte docencia universitaria en contenidos disciplinares propios de Teoría de la Educación, Política de la educación y Teoría de la función pedagógica.
Es vocal de los consejos y colaborador de revistas nacionales de investigación en educación, reconocidas en el JCR, en el SSCI y en la FECYT: Revista Bordón (Madrid); Revista Aula Abierta (Oviedo); Revista española de pedagogía (Madrid); Revista de estudios e investigaciones en psicología y educación (Coruña); Revista de Investigación en Educación (Pontevedra); Revista Estudios Sobre Educación (Pamplona); Revista Española de Educación Comparada (Madrid); Revista Educación XX1 (Madrid); Revista de Teoría de la educación (Salamanca). Ha desempeñado cargos académicos en la Universidad y de dirección y gestión en la administración autonómica y en entidades culturales. Ha colaborado en proyectos de planificación universitaria, de coordinación de la política científica, de creación de redes y de organización y de gestión de eventos científico-culturales de carácter institucional, en el ámbito autonómico y nacional.
Evaluador-auditor de programas universitarios, proyectos de investigación y publicaciones científicas en organismos oficiales y revistas profesionales. Miembro de asociaciones nacionales e internacionales de carácter académico y profesional relacionadas con la educación. Es vocal de consejos de revistas de educación. Tiene experiencia como director de proyectos de investigación y como director de revista profesional y de investigación educativa.
Durante el período 1990-1997, ha ocupado el cargo de Director de Universidades e Investigación de la Junta de Galicia, siendo responsable del desarrollo y coordinación del sistema universitario y de los recursos de investigación de la comunidad. Colaborador de la Oficina estatal de Ciencia y Tecnología (1998 y 1999). Ha sido Director Gerente de la Fundación Caixa Galicia (1999-2002) y Director de la Revista Galega do Ensino, segunda época (2004-2006). Ha sido el responsable de la creación y puesta en marcha de la Revista Galega de Cooperación científica iberoamericana, del catálogo universitario de postgrado para la AUIP y del monográfico Datos estadísticos del sistema universitario de Galicia. Ha sido responsable de la creación y puesta en marcha de la RECYTGA (Red de Ciencia y Tecnología de Galicia) y del CESGA (Centro de Supercomputación de Galicia). Es colaborador de múltiples Universidades e instituciones internacionales, por ejemplo, con el Citizen Ambassador Program para la comprensión internacional (Washington), con la Hispanic association of colleges and universities (San Antonio, Tejas), con el programa de Bilingual/comparative international education of College of Education (Universidad estatal de Wayne, Detroit), con la AUIP (Asociación Universitaria Iberoamericana de Postgrado) y con la ATEI(asociación de Televisión Educativa Iberoamericana). Desde julio de 2014 es Senior Associate Fellow del International Institute for Hermeneutics (Friburgo).

## Investigación
En el campo de la investigación pedagógica su actividad se articula en tres líneas que constituyen su aportación al crecimiento del conocimiento de la educación. La primera está centrada en el Desarrollo de sistemas educativos y la planificación estratégica de la intervención (principios de determinación de la toma de decisiones en política educativa, análisis de la complejidad estructural de las decisiones en el sistema educativo y modelos de racionalización de sistemas educativos). La segunda está orientada al Desarrollo de intervención pedagógica y a la explicación y comprensión de la intervención (análisis de procesos de formales, no formales e informales de intervención, teoría de la acción educativa, educación en valores y carácter y sentido de la educación). La tercera se focaliza en el Desarrollo de funciones pedagógicas y a la profesionalización de la intervención (identidad y diversidad de funciones, alternativas de formación, competencias adecuadas para educar y profesionalización como principio del sistema educativo).
Hay resultados de investigación vinculados a cada línea y hay desarrollo de conceptos que se han ido ampliando desde su primer trabajo doctrinal de tipo disciplinar “Teoría de la educación. La educación como objeto de conocimiento” (1987). El modelo de crecimiento del conocimiento de la educación, la relación teoría-práctica en la resolución de problemas y en la validez del conocimiento de la educación, la complejidad estructural de la decisión, el carácter y el sentido inherentes al significado de educación, la importancia de la actividad común interna y de los elementos estructurales de la intervención en la educación, la construcción de ámbitos de educación integrados en la orientación formativa temporal y el desarrollo de principios de educación y de intervención pedagógica con mentalidad pedagógica específica y mirada pedagógica especializada son ejes argumentales del discurso pedagógico que ha construido y sistematizado en su libro “Dónde está la educación. Actividad común interna y elementos estructurales de la intervención” (2014). El objetivo final de su trabajo vinculado en toda su obra a la educación como objeto de conocimiento es el desarrollo de la pedagogía mesoaxiológica.
En su libro “Pedagogía mesoaxiológica y concepto de educación” (2015) postula que en Pedagogía, transformamos la información en conocimiento y el conocimiento en educación. Conocer, enseñar y educar no son lo mismo. Por principio de significado, conocer un área cultural no es enseñar, porque el conocimiento puede estar separado de la acción y enseñar no es educar, porque podemos afirmar que hay enseñanzas que no educan, con fundamento en el significado propio del concepto “educar”. Por una parte, hay que saber en el sentido más amplio del término (sé qué, sé cómo y sé hacer); por otra parte, hay que enseñar (que implica otro tipo de saber distinto al de las áreas); y, por si eso fuera poco, además hay que educar, que implica no sólo saber y enseñar, sino también dominar el carácter y sentido propios del significado de ‘educación’ para aplicarlo a cada área de experiencia cultural. Y esto exige generar principios de intervención pedagógica, no sólo utilizar principios de otras disciplinas.
En los trabajos del profesor Touriñán se prueba que el conocimiento de la educación fundamenta la mirada pedagógica y hace factible la comprensión de educar como una tarea impregnada de la finalidad y el significado de ‘educación’ en cada ámbito de educación construido. El significado de la educación se vincula al conocimiento de la educación que solo es válido, si sirve para educar. Y dado que es objetivo de la pedagogía transformar la información en conocimiento y el conocimiento en educación, construyendo ámbitos de educación desde las diversas áreas culturales, la Pedagogía se especifica necesariamente como pedagogía mesoaxiológica, porque a la pedagogía le corresponde valorar cada área cultural como educación y construirla como medio valorado, es decir, como “ámbito de educación”.

## Reconocimientos, premios y distinciones
Ha sido galardonado con distinciones y premios académicos y de investigación: Premio a la vocación en investigación y docencia en Barcelona; Víctor al mérito académico y Premio San José de Calasanz de investigación pedagógica en Madrid. Está en posesión de la Insignia de oro de la Universidad de Santiago de Compostela, de la Medalla de Plata de Galicia y de la Insignia de oro de la Universidad de La Coruña. Además es profesor honorario de la Universidad de Buenos Aires. Entre los últimos reconocimientos cabe destacar el de la Junta directiva del CREAD por su cooperación en las redes, la Mención del premio IAMS (Internacional association for media Science) UNESCO, otorgado a la página web de ATEI en la que participó dirigiendo el proyecto Educación en valores I+D.En noviembre de 2014 la Red iberoamericana de pedagogía le ha otorgado en la Universidad Autónoma de Baja California el Premio Redipe de exaltación al mérito educativo, pedagógico y a la producción intelectual en razón a su trayectoria académico-profesional.
Actualmente tiene reconocidos:
40 años de servicio como profesor de universidad (septiembre de 2014);
6 quinquenios de docencia univeristaria evaluados positivamente (diciembre de 2005);
6 sexenios de investigación evaluados positivamente por la CNEAI (diciembre de 2013);
Complemento al mérito docente e investigador de la Xunta de Galicia (ACSUG, julio de 2003);
Complemento al mérito en actividades de Gestión (Xunta de Galicia (ACSUG, diciembre, 2007);
Complemento de excelencia curricular de la Xunta de Galicia (ACSUG, enero de 2007, renovado en 2012).

## Artículos seleccionados
El resultado de su preocupación por la educación como objeto de conocimiento se ha traducido en muy diversas publicaciones: más de 250 trabajos en forma de artículos de revistas de investigación y capítulos de libros. Destacamos por su contenido doctrinal y su capacidad de transferencia de resultados de investigación aplicados, los siguientes:
-2014: Dónde está la educación: definir retos y comprender estrategias. A propósito de un libro de 2014. Revista de investigación en educación, 12 (1), 6-31. ISSN 1697-5200.
-2013: El significado de la función pedagógica y la necesidad de generar principios de acción. Revista española de pedagogía, 71 (254), 29-47. ISSN 0034-9461.
-2013: Conocer, enseñar y educar no significan lo mismo. El carácter y el sentido de la educación como referentes de su significado desde la mirada pedagógica. Teoría de la educación, 25 (1), 25-46. ISSN 1130-3743.
-2012: La complementariedad metodológica como principio de investigación pedagógica. En F. Gil y D. Reyero (Coords.), Homenaje a J. A. Ibáñez-Martín. Madrid: Biblioteca Online, pp. 330-354. ISBN 978-84-15599-22-7.
-2011: Claves para aproximarse a la educación artística en el sistema educativo: educación “por” las artes y educación “para” un arte. Revista Estudios sobre educación, (21, diciembre), 61-81. ISSN 1578-7001.
-2010: La educación artística como ámbito general de educación: hacia una pedagogía de la expresión mediada. Revista Mallorquina de Pedagogía, (21) 9-40. ISSN 0212-3169.
-2009: La escuela entre la permanencia y el cambio. Revista de Ciencias de la Educación, (218: abril-junio), 127-150. ISSN 0210-9581.
-2008: Teoría de la educación: investigación disciplinar y retos epistemológicos. Magis. Revista internacional de investigación en educación, 1 (1), 175-194. ISSN 2027-1174.
-2007: Valores y convivencia ciudadana: una responsabilidad de formación compartida y derivada. Bordón, 59 (2-3), 261-311. ISSN 0210-5934.
-2006: La educación intercultural como ejercicio de educación en valores. Revista Estudios sobre educación, (10), 9-36. ISSN 1578-7001.
-2005: Universidad, sociedad y empresa: orientaciones estratégicas de extensión universitaria y comunicación institucional. Visión prospectiva desde el marco legal español. Revista galego-portuguesa de Psicoloxía e Educación, 12 (10), 163-186. ISSN 1138-1663.
-2004: La educación electrónica: un reto de la sociedad digital en la escuela. Revista Española de Pedagogía, 62 (227), 31-58. ISSN 0034-9461.
-2003: Compartir el mismo espacio y tiempo virtual: una propuesta de investigación para la intervención pedagógica. Revista de Educación, (332), 213-231. ISSN 0034-8082.
-2003: Sociedad civil y educación de la conciencia moral. Teoría de la Educación, (15), 213-234. ISSN 1130-3743.
-2002: Educación y gestión cultural. Exigencias de la competencia técnica. Revista de Educación (Número extraordinario), 179-198. ISSN 0034-8082.
-2001: Tecnología digital y sistema educativo: el reto de la globalización. Revista de Educación (Número Extraordinario), 217-230. ISSN 0034-8082.
-2000: Globalización, desarrollo y políticas regionales de IDT. En CYTED: El desarrollo sostenible y la transferencia de tecnología en una economía globalizada. Madrid, CYTED, 219-251. Dep. Legal: M-19241-2000.
-1999: Políticas universitarias regionales y desarrollo estratégico de aprendizaje flexible y a distancia. Revista de Ciencias de la Educación, (180), 431-453. ISSN 0210-9581.
-1998: Derechos humanos y educación para el desarrollo. Revista Española de Pedagogía, 61 (211), 415-436. ISSN 0034-9461.
-1998: Fines, valores, sistemas educativos y redes. Problemas de la planificación desde la perspectiva de la sociedad de la información. Aula Abierta, (72) pp. 97-132. ISSN 0210-2773.
-1998 La lógica de la decisión en la racionalización de la oferta universitaria. Análisis de una propuesta. Aula abierta, (71), 33-70. ISSN 0210-2773.
-1997: La racionalización de la intervención pedagógica: explicación y comprensión. Revista de Educación, (314), 157-186. ISSN 0034-8082.
-1996: La libertad de enseñanza, democratización y autonomía escolar. Nuevas propuestas en la encrucijada de las políticas educativas. Bordón, 48 (3), 273-298. ISSN 0210-5934.
-1996: Análisis conceptual de los procesos educativos formales, no formales e informales. Teoría de la Educación, (8), 55-80. ISSN 1130-3743.
-1995: La descentralización educativa. Análisis desde la experiencia universitaria de Galicia. Revista Española de Pedagogía, (202), 397-495. ISSN 0034-9461.
-1995: Exigencias de la Profesionalización como principio del sistema educativo. Revista de Ciencias de la Educación, (164), 411-437. ISSN 0210-9581.
-1994: Los recursos de investigación y la política científica en Galicia. Revista Galega de Cooperación Científica Iberoamericana, (00), 14-18. Dep. Legal: C-220/1994.
-1993: La significación del conocimiento de la Educación. Revista de Educación, (302), 165-192. ISSN 0034-8082.
-1993: Conocimiento de la Educación, decisiones pedagógicas y decisiones de política educativa. Teoría de la Educación, (5), 33-58. ISSN 1130-3743.
-1991: Conocimiento de la educación y función pedagógica: el sentido de la competencia profesional. Teoría de la Educación, (3), 13-27. ISSN 1130-3743.
-1990: La profesionalización como principio del Sistema Educativo y la función pedagógica. Revista de Ciencias de la Educación, (141), 9-23. ISSN 0210-9581.
-1989: Teoría de la Educación. Identificación de la asignatura y competencia disciplinar. Revista de Ciencias de la Educación, 35 (137), 7-35. ISSN 0210-9581.
-1989: Las finalidades de la educación: Análisis teórico. En J. Esteve (Ed.). Objetivos y contenidos de la educación para los años 90. Universidad de Málaga. 15-36. ISBN 84-7496-178-5.
-1988: Teoría de la Educación: Desarrollo administrativo de la Cátedra y pertinencia del área. Revista Española de Pedagogía, 46 (180), 265-280. ISSN 0014-1496.
-1987: Función pedagógica y profesiones de la Educación. Bordón, 39 (266) 31-52. Dep. Legal: M-519-1958.
-1986: Delimitación pedagógica de estudiar y estudiante. Revista Ciencias de la Educación, 32 (128), 433- 54. ISSN 0210-9581.
-1984: Imagen social de la Pedagogía. Bordón, 36 (253), 601- 32. Dep. Legal: M-519-1958.
-1983: El educador y su responsabilidad ante la legislación en la sociedad pluralista. Bordón, 35 (249), 379- 4. Dep. Legal: M-519-1958.
-1981: Valor pedagógico y educativo del principio de actividad. Revista Española de Pedagogía, 39 (153), 127- 142. Dep. Legal: M-6020-1958.
-1976: La neutralidad y la educación. Revista Española de Pedagogía, (131), 107-124. Dep. Legal: M-6020-1958.

## Libros seleccionados y monografías
Ha publicado 35 libros sobre las líneas de investigación especificadas anteriormente. Entre todos ellos, destacamos por su contenido y aportación doctrinal los siguientes, que han sido reseñados en ámbitos académicos:
-2015. La mirada pedagógica. Teoría de la educación, metodología y focalizaciones. Santiago de Compostela: Andavira. (ISBN 978-84-8408-887-5). 435 pp.
-2015. Pedagogía mesoaxiológica y concepto de educación. Santiago de Compostela: Andavira. (ISBN 978-84-8408-796-0). 382 pp.
-2014. Dónde está la educación. Actividad común interna y elementos estructurales de la intervención. Coruña: Netbiblo. (ISBN 978-84-9745-995-2). 860 pp.
-2012: Teoría de la educación, metodología y focalizaciones. La mirada pedagógica. A Coruña: Netbiblo. (ISBN 978-84-9745-925-9). 429 pp.
-2012: Desarrollo cívico, sentido intercultural de la educación y convivencia cualificada y especificada. Coruña: Netbiblo. (ISBN 978-84-9745-994-5). 363pp.
-2010: Artes y educación. Fundamentos de pedagogía mesoaxiológica. Coruña: Netbiblo (ISBN 978-84-9745-451-3). 323 pp.
-2009: La lectura en el siglo XXI. Nuevas tecnologías y la nueva condición lectora. México: ILCE. (ISBN 978-970-792-051-4). 55 pp.
-2008: Educación en valores, sociedad civil y desarrollo cívico. Coruña: Netbiblo (ISBN 978-84-9745-254-0). 310 pp.
-2008: Educación en valores, educación intercultural y formación para la convivencia pacífica. Coruña: Netbiblo (ISBN 978-84-9745-282-3). 249 pp.
-2005: Educación electrónica. El reto de la sociedad digital en la escuela. Santiago de Compostela: Xunta de Galicia. (ISBN 84-4534193-6). 535 pp.
-2001: Familia, juventud y nuestros mayores: la actitud proactiva. Santiago de Compostela: Fundación Caixagalicia. (ISBN 84-95491-28-1). 415pp.
-2000: Gestión de política científica y recursos de investigación. Coruña: Igaci. (ISBN 84- 607- 1152- 8). 135 pp.
-1999: Educación y sociedad de la información: Cuestiones estratégicas para el desarrollo de propuestas pedagógicas. Santiago de Compostela: USC. (ISBN 84-8121-783-2). 218 pp.
-1997: La consolidación del sistema universitario y de la comunidad científica en Galicia. Propuestas de Análisis. Santiago de Compostela: Grafinova. (ISBN 84-921846-1-2). 81 pp.
-1996: Sistema Universitario de Galicia. Fundamentos e desenvolvemento legal. Santiago de Compostela: Xunta de Galicia. (ISBN 84-453-1708-3). 830 pp.
-1987: Teoría de la Educación. La Educación como objeto de conocimiento. Madrid: Anaya. (ISBN 84-207-2816-0). 288 pp.
-1987: El Estatuto del profesorado. Función pedagógica y alternativas de formación. Madrid: Escuela Española. (ISBN 84-331-0373-3). 130 pp.
-1979: El sentido de la libertad en la Educación. Madrid: Emesa. (ISBN 84-265-5065-7). 182 pp.
-1974: Teoría de la Educación. Madrid: UNED. (ISBN 84-3620187-6). 288 pp.

## Grupo de investigación y vinculación a Redes
Una buena parte de su trabajo de investigación está vinculado al Grupo de investigación que coordina y fundó en 1984 (Grupo Texe: Tercera Generación).
Se inicia el trabajo de formación del grupo en 1980 (fecha coincidente con la incorporación de J. M. Touriñán a la USC como profesor numerario) Como coordinador del grupo hace pública la actividad del mismo en el año 1984, con motivo de la celebración del Congreso Nacional de Pedagogía, organizado en Santiago de Compostela en ese año. Las líneas de trabajo del Grupo se consolidan en 1987, con motivo de la organización del VI Seminario interuniversitario de Teoría de la Educación (SITE) que se celebra en la USC (campus Lugo). Desde su origen, y de manera progresiva, se han ido construyendo las líneas de trabajo y la formación de los componentes del grupo. Desde el Grupo, además de la labor formativa de sus componentes, siempre se ha mantenido la preocupación específica de difusión y colaboración intergrupos, realizando una terea de consolidación y presencia en redes nacionales e internacionales. Podemos destacar varios logros específicos:
Creación, junto con el Instituto gallego de cooperación iberoamericana, de la Red de cooperación al desarrollo San Simón, en noviembre de 1999. Esta red nace para hacer investigación en problemas de innovación y desarrollo relativos a la cooperación bajo los principios de accesibilidad y receptividad. Firman el protocolo de creación de la Red 16 instituciones internacionales de la sociedad civil, 11 redes internacionales de universidades; 5 organizaciones nacionales de actividad internacional y 7 organismos institucionales de Galicia. Por medio de esta red se establecieron las líneas de trabajo de los cursos de verano de San Simón y las colaboraciones en Brasil, Argentina, Portugal y Perú, así como con las redes Iberoeka y Cyted. Los cursos de San Simón hicieron posible la creación de la Revista galega de cooperación científica iberoamericana.. De manera especial como red San Simón se estableció colaboración con la red EUCEN (European university continuing education network, http://www.eucen.eu/) y se participó en sus congresos en las reuniones de Porto, Bolonia, Reikiavik y Viena.
Colaboración con el CESGA (Centro de Supercomputación de Galicia). Por Decreto 76/1990 de 7 de febrero se nombra al catedrático de universidad José Manuel Touriñán López, Director general de ordenación universitaria y política científica, y entre sus competencias se incluye la creación y puesta en marcha del Centro de informática, cuya denominación es CESGA (http://www.cesga.es/). En diciembre de 1997, el profesor Touriñán cesa como Director general y en el período 1992-1997 el Cesga desarrolló el aula de teleenseñanza, el laboratorio de visualización, la red de bibliotecas universitarias de Galicia, el registro de investigadores (RIGA), el servicio de apoyo al sistema universitario de Galicia (SASUGA), el servicio de la red de ciencia y tecnología de Galicia (RECETGA) y aplicaciones de paralelización y modelización (Cesga, Anuario de actividades 1998. Xunta de Galicia, 1998).
Desde enero de 1998, el profesor Touriñán, reincorporado al servicio activo como catedrático de universidad, mantiene colaboración con el CESGA por medio de proyectos de investigación obtenidos en concurrencia pública. De esas colaboraciones conviene destacar:
1.- Director de grupo de investigación y supervisor de las experiencias realizadas en Galicia para el proyecto APONTE (An approach to the deployment of new technologies in education), perteneciente al programa europeo SPRIT.
2.- Director del grupo de investigación e investigador principal en el proyecto “Sistemas interactivos de intervención pedagógica: modificaciones en la intervención derivadas de la no necesidad de coincidencia espacio-temporal de profesor y alumno” (proyecto de investigación financiado por la Xunta de Galicia-Secretaría Xeral de I+D; Xuga 21405B98; D.O.G. n.º 156 de 13 de agosto, Resolución de 29 de julio de 1998).
3.- Director de grupo de investigación e investigador principal del proyecto “Educación electrónica. El reto de la sociedad digital en la escuela” (PGIDT02EDU21101PR; DOG. N.º 249 de 26 de diciembre de 2002).
Cooperación con CREAD, red de educación a distancia inter-americana, en el desarrollo de líneas de trabajo e investigaciones sobre aprendizaje flexible y a distancia. A partir del proyecto APONTE, vinculado al programa Esprit, y de los proyectos financiados del grupo sobre educación electrónica y sistemas interactivos de intervención pedagógica, se consigue una relación estable durante cinco años para el desarrollo de congresos de educación a distancia, haciendo visible al grupo en los congresos del Cread de Florida, Costa Rica, Venezuela y México. Conviene destacar en este período las colaboraciones de varios años con la red a distancia de la BUAP (Benemérita universidad autónoma de Puebla, México) y la colaboración en los congresos de VIRTUALEDUCA. Ha sido un trabajo que queda institucionalmente premiado en el actos conmemorativos de Cread de 2000 y de 2010.
Colaboración con el ILCE, instituto latinoamericano de la comunicación y educación. Partiendo de la relación iniciada en la Red San Simón, se establece una colaboración específica para definir los rasgos propios de la educación común en nuevas tecnologías. Como colaboradores del ILCE conviene destacar la participación en el selección y elaboración de trabajos para la Revista tecnología y comunicación educativa durante los años 2005 a 2011 Uno de los trabajos de colaboración para definir las nuevas tecnologías como ámbito general de educación está incorporado a la biblioteca del Observatorio ILCE como documento de consulta permanente.
Colaboración con la SID creando el Capítulo Gallego de la SID para poder afrontar investigaciones de educación en el ámbito del desarrollo internacional. Fruto del esfuerzo conjunto es la realización de un congreso mundial y una reunión internacional de expertos en Santiago de Compostela.
Colaboración con ATEI (Asociación de televisión educativa iberoamericana) para desarrollar una red universitaria de investigadores de Teoría de la educación en el tema educación en valores. La colaboración con ATEI permitió al Grupo de investigación aportar contenido a los congresos de EDUTEC y colaborar en cooperación al desarrollo cultural desde el Capítulo Español de ATEI como representación institucional de la USC. El trabajo en la red de educación en valores se materializó siempre en forma de seminarios con participantes de diversas universidades españolas. La colaboración con Atei permitió al grupo de investigación conectar con los 21 países asociados desde su plataforma multimedia para difundir el trabajo del proyecto educación en valores.
Integración del grupo de investigación en la red de investigación en ciencias sociales REDICIS (red formada por grupos de investigación de filosofía, económicas, metodología y teoría de la educación de la universidad de Santiago de Compostela). Esta red reconocida como red de excelencia por la Xunta de Galicia ha trabajado entre 2009 y 2014 en el desarrollo de metodologías de investigación, comprensión de la cultura y del patrimonio y emprendimiento e innovación y ha propiciado la colaboración de nuestro Grupo con la sociedad SIFA (sociedad internacional de filosofía) y con la SIFE (Sociedad internacional de filosofía de la educación).
Colaboración con la red profesional Sociedad española de pedagogía (SEP). La colaboración con la SEP se inicia en el congreso nacional de 1976, celebrado en Madrid bajo el tema genérico Crítica y porvenir de la educación y ha continuado hasta la actualidad. En 1984 se organiza el primer congreso nacional de pedagogía en Santiago de Compostela “Educación y sociedad plural” y se pone en marcha la agrupación territorial de Galicia de la SEP). En los congresos nacionales e iberoamericanos de la sep de 2004 y 2008 el profesor Touriñán es nombrado presidente de la primera sección de los mismos. La colaboración con la SEP ha permitido al Grupo entrar en contacto con las organizaciones internacionales WERA (World education research association), EERA (European educational research association) y AERA (American educational research association).
Colaboración con el Seminario interuniversitario de Teoría de la educación (SITE). La red académica Seminario Interuniversitario de Teoría de la Educación se inició en el año 1982, con el objetivo de consolidar el conocimiento teórico de la educación y abrir nuevas líneas de análisis e investigación disciplinar. La red organiza anualmente un seminario de estudio, en el que participan alrededor de cincuenta profesores de diferentes universidades, y cada tres años un congreso con una presencia amplia de investigadores y profesionales de la educación. El (SITE) cuenta con la colaboración del Grupo Tercera generación desde el segundo seminario celebrado en Salamanca en 1983 bajo el título genérico El problema de la educación. En la universidad de Santiago de Compostela el Grupo organizó en 1987 el VI Seminario bajo el título general “•Comunicación y educación” y en 2004 el XXIII Seminario bajo el título “Familia, educación y sociedad civil”. Dentro del ámbito de la colaboración disciplinar, conviene destacar la creación y colaboración con el grupo de pensamiento “Grupo SI(e)TE. Educación” en el año 2006. Es un grupo de siete catedráticos del área de teoría de la educación que se constituye como grupo de pensamiento para generar opinión sobre cuestiones actuales de educación. Estamos integrados desde el origen en el Grupo SI(e)TE y este Grupo ha realizado ya 17 reuniones de trabajo cuyos resultados están recogidos en cinco artículos (sobre consumo, violencia, premios y castigos, innovación y desarrollo sostenible) y tres libros (“Crítica y desmitificación de la educación actual”, 2013; “Política de la educación, desafíos y propuestas”, 2014; “Educación y crisis económica actual”, 2014).
Creación e integración en la red RIPEME (red internacional de pedagogía mesoaxiológica). En noviembre de 2014, la Red iberoamericana de pedagogía (REDIPE) deja constancia de la creación de la red RIPEME y reconoce como coordinador de la misma al profesor Touriñán. En el protocolo de creación de la Red, otorgado en la Universidad autónoma de Baja California, se dice expresamente: “Constancia y reconocimiento que se hacen en razón a su excelsa trayectoria, plena de logros académicos, pedagógicos e investigativos; por sus contribuciones al fortalecimiento de los procesos formativos en materia conceptual y metodológica; por enriquecer el estado del arte de la educación y la pedagogía y para propiciar desde la Red trabajo acorde con los postulados formulados en su obra más reciente”.
Desde los postulados propios de la Pedagogía mesoaxiológica el Grupo de investigación colabora desde julio de 2014 con el Instituto internacional de hermenéutica de Friburgo en temas de educación artística, relación educativa y concepto de educación.